# Johann Philipp von Bethmann
Johann Philipp Freiherr von Bethmann (* 27. Juni 1924 in Frankfurt am Main; † 19. September 2007 ebenda) war ein deutscher Bankier und Publizist.

## Leben und Werk
Als jüngstes von vier Kindern des Bankiers Moritz Freiherr von Bethmann (1887–1966) und seiner Ehefrau Maximiliane Gräfin Schimmelpenninck (1889–1966) besuchte er das Gymnasium in Marburg und absolvierte anschließend eine Banklehre mit einem Praktikum im In- und Ausland. Im Zweiten Weltkrieg wurde er bei Kämpfen in Litauen schwer verwundet. Nach der Entlassung aus amerikanischer Kriegsgefangenschaft trat er 1953 in die Bethmann-Bank in Frankfurt ein und leitete sie bis 1983.
1952 heiratete er Margrit Vorwerk (1930–2014). Seit 1984 war von Bethmann in zweiter Ehe mit Bettina (* 1942), geb. Roemer, verheiratet.
In zahlreichen Publikationen vor allem seit Anfang der 1980er Jahre äußerte sich von Bethmann, der von 1958 bis 1980 der CDU angehörte, zur Geldpolitik. Zur Überwindung der Deflation empfahl er der Notenbank, den Leitzins in einem Schritt stark zu senken und anschließend diesen Zins nur in Einzelschritten wieder zu erhöhen. Diese aber sollte die Notenbank vorher der Öffentlichkeit mitteilen. Denn Bethmann hatte die Theorie, dass die Höhe des Zinses von den Erwartungen des Marktes mit abhängen würde. In diesem Zusammenhang stellte er die These auf, dass auf jede Periode der Inflation eine Periode der Deflation folgen würde.
Seine Geldtheorie fußte auf dem Prinzip der Schuldforderungen: „Jeder Geldforderung in der Wirtschaft entspricht logischer Weise eine gleich hohe Geldverpflichtung, eine Schuld ... und es ergibt sich die verblüffende Gleichung: der Summe aller Schulden entspricht die Summe allen Geldes.“ Wegen seiner immer wieder kritischen Bemerkungen zur Geldmarktpolitik bezeichnete ihn der damalige Bundesbankpräsident Karl Otto Pöhl als „Hackethal der Bankiers“.
Johann Philipp von Bethmann war von 1960 bis 1983 Mitglied des Verwaltungsausschusses des Freien Deutschen Hochstifts, von 1968 bis 1979 als Vorsitzender. Er gehörte von 1968 bis 1969 der CDU-Fraktion in der Stadtverordnetenversammlung der Stadt Frankfurt an.
Freiherr von Bethmann war ein großer Förderer und Mäzen und engagierte sich als Bewahrer der Frankfurter Tradition. So stiftete er 1966 den neuen Einband des Goldenen Buches der Stadt Frankfurt in der Tradition seines Großvaters, der den ursprünglichen Einband gestiftet hatte. Er war Mitglied der Frankfurter Historischen Kommission. 1984 stiftete er den Johann-Philipp-von-Bethmann-Studienpreis, der seitdem jährlich von der Kommission an junge Wissenschaftler für hervorragende Projekte zur Erforschung der Frankfurter Stadtgeschichte verliehen wird. Außerdem war von Bethmann, bekannt als hervorragender Sprecher der Frankfurter Mundart, Mitbegründer des „Bürgerkomitee Paulskirche“ und pflegte mit Stoltze-Lesungen die Frankfurter Mundart.

## Preise und Auszeichnungen
- Im Jahre 1973 wurde ihm das Bundesverdienstkreuz verliehen.
- 1991 erhielt er das Bundesverdienstkreuz I. Klasse und den Frankfurter  Friedrich-Stoltze-Preis.
- 1999 verlieh ihm die Stadt Frankfurt am Main die Goetheplakette.
- 1999 wurde er mit dem Heinz Herbert Karry-Preis geehrt.
- 1999 war er Preisträger der Georg-August-Zinn-Medaille.

## Schriften
- Mehr Mut zur Freiheit, 1957.
- Die Wirtschaft geht jeden an, 1957.
- Bankiers sind auch Menschen. 225 Jahre Bankhaus Gebrüder Bethmann, Frankfurt 1973.
- Neuzeitliche Bankpolitik. Analysen und Meinungen aus der deutschen Kreditwirtschaft mit Franz Bieling und Günter Dürre, 1974.
- Der Zins und die Konjunktur. Kritische Kommentare eines Bankiers, Baden-Baden 1977.
- Friedrich Stoltze – Poet, Politiker und Patriot, 1978.
- Die Zinskatastrophe: Das Buch zur Krise, Königstein 1982.
- Der verratene Kapitalismus. Die Ursachen der Krise, Königstein 1984.
- Auf Inflation folgt Deflation. Unerhörte Warnungen, Frankfurt/Main 1986.
- Die Deflationsspirale. Auf dem Weg in die zweite Weltwirtschaftskrise, Frankfurt/Main 1987, ISBN 978-3610047023
- Das Kartenhaus unseres Wohlstandes. Warum der Kapitalismus noch nicht triumphieren kann, Düsseldorf 1991.
- Unbezahlte Rechnungen. Die Geldmengenpolitik ist am Ende, Frankfurt/Main 1994.

## Einzelbelege
1. ↑  Nachruf im Handelsblatt am 25. September 2007.
2. ↑  Gedenken an den Aufbruch zur Freiheit. In: welt.de. 11. Juli 1997, abgerufen am 7. Oktober 2018.

| Personendaten    | Personendaten                                              |
| ---------------- | ---------------------------------------------------------- |
| NAME             | Bethmann, Johann Philipp von                               |
| ALTERNATIVNAMEN  | Bethmann, Johann Philipp Freiherr von (vollständiger Name) |
| KURZBESCHREIBUNG | deutscher Bankier und Publizist                            |
| GEBURTSDATUM     | 27. Juni 1924                                              |
| GEBURTSORT       | Frankfurt am Main                                          |
| STERBEDATUM      | 19. September 2007                                         |
| STERBEORT        | Frankfurt am Main                                          |